# Prišla i govorju (album)
Prišla i govorju (in russo Пришла и говорю?; ital. „Sono venuto e ho detto”) è il nono album in studio della cantante russa Alla Pugačëva, pubblicato nel novembre 1987 dalla Melodija.
Il piatto è quasi interamente costituito da canzoni che suonavano nel film del 1985 con lo stesso nome e quindi è una colonna sonora tardiva.
Nello stesso 1987, la "Melodija" ha pubblicato l'edizione di esportazione del record che indica il nome e un elenco di canzoni in inglese.
Nello stesso anno venne pubblicata in URSS una versione su cassetta dell'album, che comprendeva altre tre canzoni non incluse nel disco.
Nel 1994, i „General Records” russi si sono laureati in tutta la serie „Di Alla Pugačëva” ristampò l'album sulla cassetta nella versione originale corrispondente al disco del 1987.

## Tracce

### LP
Lato A
1. Najti menja (Trovami) – 4:23 (testo: Bella Demetr – musica: Alla Pugačëva)
2. Svjataja lož' (Santa bugia) – 6:05 (testo: Diomid Kostjurin – musica: Alla Pugačëva)
3. Gonka (Gara) – 6:18 (testo: Boris Barkas – musica: Alla Pugačëva)
4. Prišla i govorju (Sono venuto e ho detto) – 4:15 (testo: Bella Achmadulina – musica: Alla Pugačëva)

Lato B
1. Samolëty uletajut (Gli aerei stanno volando via) – 7:00 (Alla Pugačëva)
2. Terema – 5:18 (testo: Boris Vachnjuk – musica: Alla Pugačëva)
3. Okraina (Periferia) – 4:50 (testo: Il'ja Reznik – musica: Alla Pugačëva)
4. Kogda ja ujdu (Quando morirò) – 4:35 (testo: Il'ja Reznik – musica: Alla Pugačëva)

### MC
Lato A
1. Najti menja – 4:23 (testo: Bella Demetr – musica: Alla Pugačëva)
2. Terema – 5:18 (testo: Boris Vachnjuk – musica: Alla Pugačëva)
3. Gonka – 6:18 (testo: Boris Barkas – musica: Alla Pugačëva)
4. Prišla i govorju – 4:15 (testo: Bella Achmadulina – musica: Alla Pugačëva)
5. Samolëty uletajut – 7:00 (Alla Pugačëva)

Lato B
1. Ivan Ivanyč (Ivan Ivanovič) – 3:10 (testo: Il'ja Reznik – musica: Alla Pugačëva)
2. Svjataja lož' – 6:05 (testo: Diomid Kostjurin – musica: Alla Pugačëva)
3. Okraina – 4:50 (testo: Il'ja Reznik – musica: Alla Pugačëva)
4. Kogda ja ujdu – 4:35 (testo: Il'ja Reznik – musica: Alla Pugačëva)
5. Belye cvety/Zolotaja karusel’ (Fiori bianchi/Giostra dorata) – 3:37 (testo: Tat'jana Artem'eva – musica: Vladimir Kuz'min)
6. Sirena, pesnja iz kinofil'ma „Vyše radugi” (Sirena, una canzone del film „Sopra l'arcobaleno“) – 6:18 (testo: Leonid Derbenëv – musica: Jurij Černavskij)

## Classifiche

### Classifiche mensili
| Classifica (1988) | Posizione massima |
| ----------------- | ----------------- |
| Unione Sovietica  | 4                 |